# Mare pàtria
|  | Per a altres significats, vegeu «Pàtria (desambiguació)». |

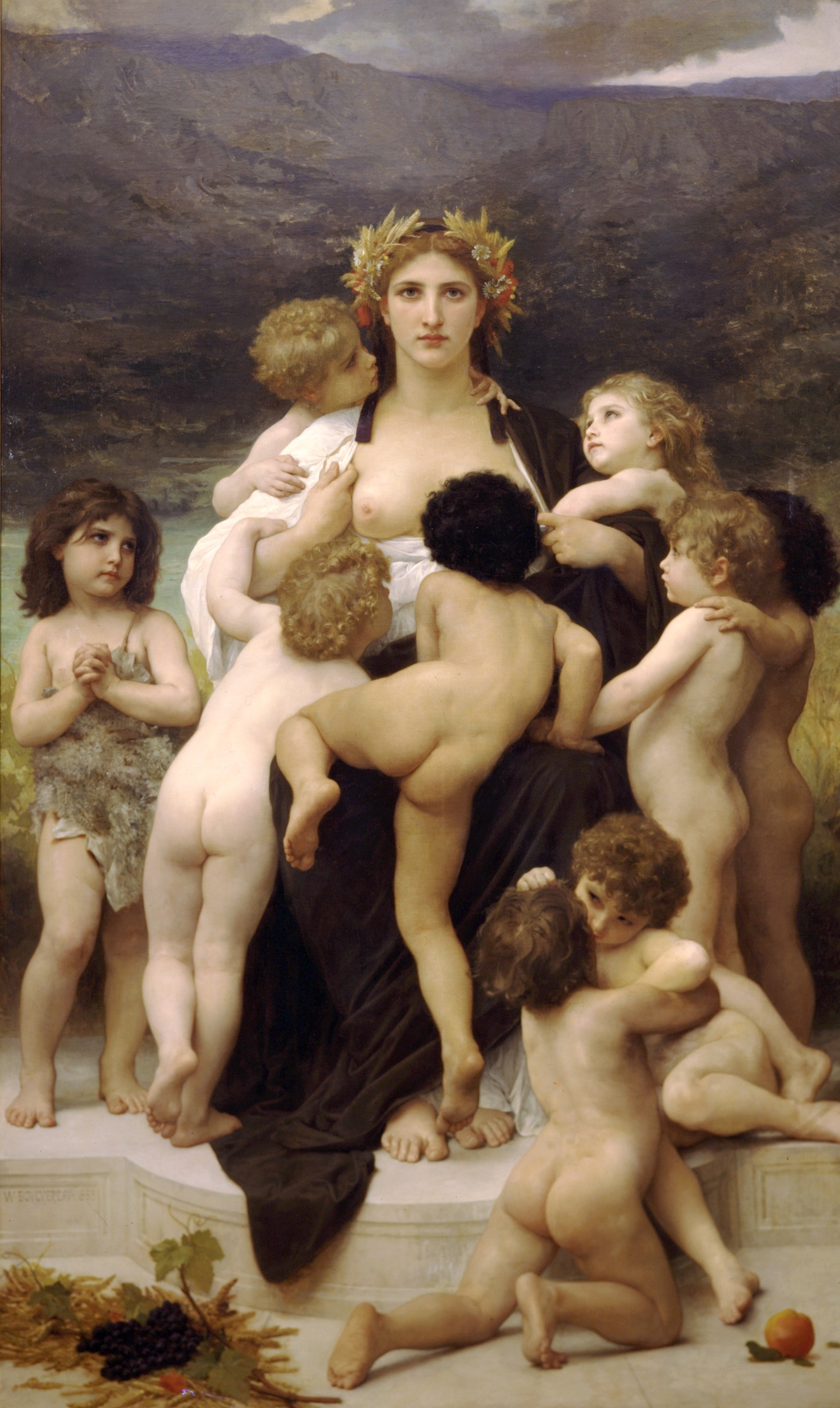
"La Mare Pàtria" per William-Adolphe Bouguereau

El terme mare pàtria s'empra per a designar una nació "mare" amb la qual un grup d'individus està relacionat, sigui aquesta nació el seu lloc de naixement o l'origen ètnic d'un grup immigrant.
D'altra banda, pot emprar-se per assenyalar la relació històrica, política i cultural que existeix entre la colònia i les excolònies i les nacions que les han colonitzat (metròpoli colonial). En aquest sentit, alguns casos són el d'Hispanoamèrica, inclòs també les Filipines, Guam, Guinea Equatorial, Marianes del Nord i Sàhara Occidental amb relació a Espanya, com també el de Brasil i altres països lusòfons com Angola, Cap Verd, Guinea Bissau, la regió especial de Macau, Moçambic, São Tomé i Príncipe i Timor Oriental amb relació a Portugal, el d'ex colònies angleses com els EUA i els països membres de la Commonwealth pel que fa a Anglaterra, les ex colònies franceses com Haití, part del Canadà i altres països membres de la Francofonia a Àsia, Àfrica i Oceania francòfona i Europa (part de Bèlgica, Luxemburg, Mònaco i part de Suïssa), amb relació a França, les ex colònies holandeses com Surinam o Indonèsia en relació als Països Baixos o les excolònies belgues com Burundi, la República Democràtica del Congo i Ruanda amb relació a Bèlgica.
En l'actualitat, el seu ús es troba majorment circumscrit als camps de la història, la sociologia i les ciències polítiques.

## A Hispanoamèrica
L'expressió madre patria, en castellà, és especialment popular a l'Amèrica Llatina per referir-se a Espanya. En el període que abasta des de l'arribada dels espanyols a Amèrica i les primeres etapes del colonialisme, el terme «mare pàtria» es referia a la cultura espanyola de la península Ibèrica. Tot i la independència dels pobles a Amèrica i el dràstic canvi de l'edat mitjana a la societat moderna, el terme segueix sent utilitzat en referir-se a Espanya.